# فرودگاه محلی الکو
فرودگاه محلی الکو (به انگلیسی: Elko Regional Airport) (به زبان بومی: J.C. Harris Field) یک فرودگاه همگانی بهره‌برداری هوایی با کد یاتا EKO است که یک باند فرود آسفالت دارد و طول باند آن ۲۱۹۹ متر است. این فرودگاه در شهر الکو، نوادا کشور ایالات متحده آمریکا قرار دارد و در ارتفاع ۱۵۶۷ متری از سطح دریا واقع شده است.